# Alba (Cuneo)
Alba (latinsky Alba Pompeia) je město v kraji Piemont, provincii Cuneo, Itálie. Leží 50 km jižně od Turína na řece Tanaro. Je známé produkcí lanýžů, broskví a vína. Byla zde založena firma Ferrero a katolická kongregace Paulínská rodina.

## Historie
Alba vznikla v období před římskou civilizací, pravděpodobně ji založily keltské nebo ligurské kmeny. Na město ji oficiálně povýšil konzul Gnaeus Pompeius Strabo během stavby silnice z Aquae Statiellae (Acqui Terme) do Augusta Taurinorum (Turín). V roce 193 se zde narodil císař Publius Helvius Pertinax. Po pádu Západořímské říše bylo město opakovaně vydrancováno Ostrogóty, Burgundy, Byzantinci, Langobardy, Franky, Maďary a Saracény.
V 11. století se Alba stala svobodným městským státem a připojila se k Lombardské lize. Během obléhání Španělska a Francie ji dvakrát dobyl Karel Emanuel I. Savojský. Po válkách o dědictví mantovské byla Alba připojena k Savojsku. Během Napoleonských válek 1796 se stala součástí Albské republiky.
Po II. světové válce získalo město zlatou medaili za statečnost svých občanů v italském odboji.

## Památky
- Palazzo Comunale a Biskupský palác
- Katedrála sv. Vavřince (Duomo di Alba)
- Věže ze 14. a 15. století
- Gotický kostel sv. Dominika (13.–14. století)

## Ekonomika
Alba je, kromě tradičního zemědělství, důležitým centrem vinařství. V oblasti sídlí asi 290 vinařství pěstujících na ploše 700 hektarů. Vína z Alby patří mezi nejznámější v Itálii. Město se může chlubit prosperující ekonomikou, díky cukrářskému průmyslu (Ferrero), vydavatelství (Společnost svatého Pavla) a textilnímu průmyslu (Miroglio)
Každý rok se zde koná lanýžový festival.

## Partnerská města
- Böblingen, Německo
- Beausoleil, Francie
- Medford, Oregon, USA
- Banská Bystrica, Slovensko
- Sant Cugat, Španělsko
- Arlon, Belgie
- Bergama, Turecko

## Významní rodáci
- Pertinax - římský císař
- Macrino d'Alba - renesanční malíř
- Beppe Fenoglio - spisovatel a partyzán
- Giovanni kardinál Coppa - diplomat Svatého stolce, apoštolský nuncius v ČR v letech 1993-2001